# Gustav Wiedermann
Gustav Wiedermann (24. srpna 1850 Františkovy Lázně – 11. února 1914 Františkovy Lázně) byl architekt, syn architekta Karla Wiedermanna.

## Život

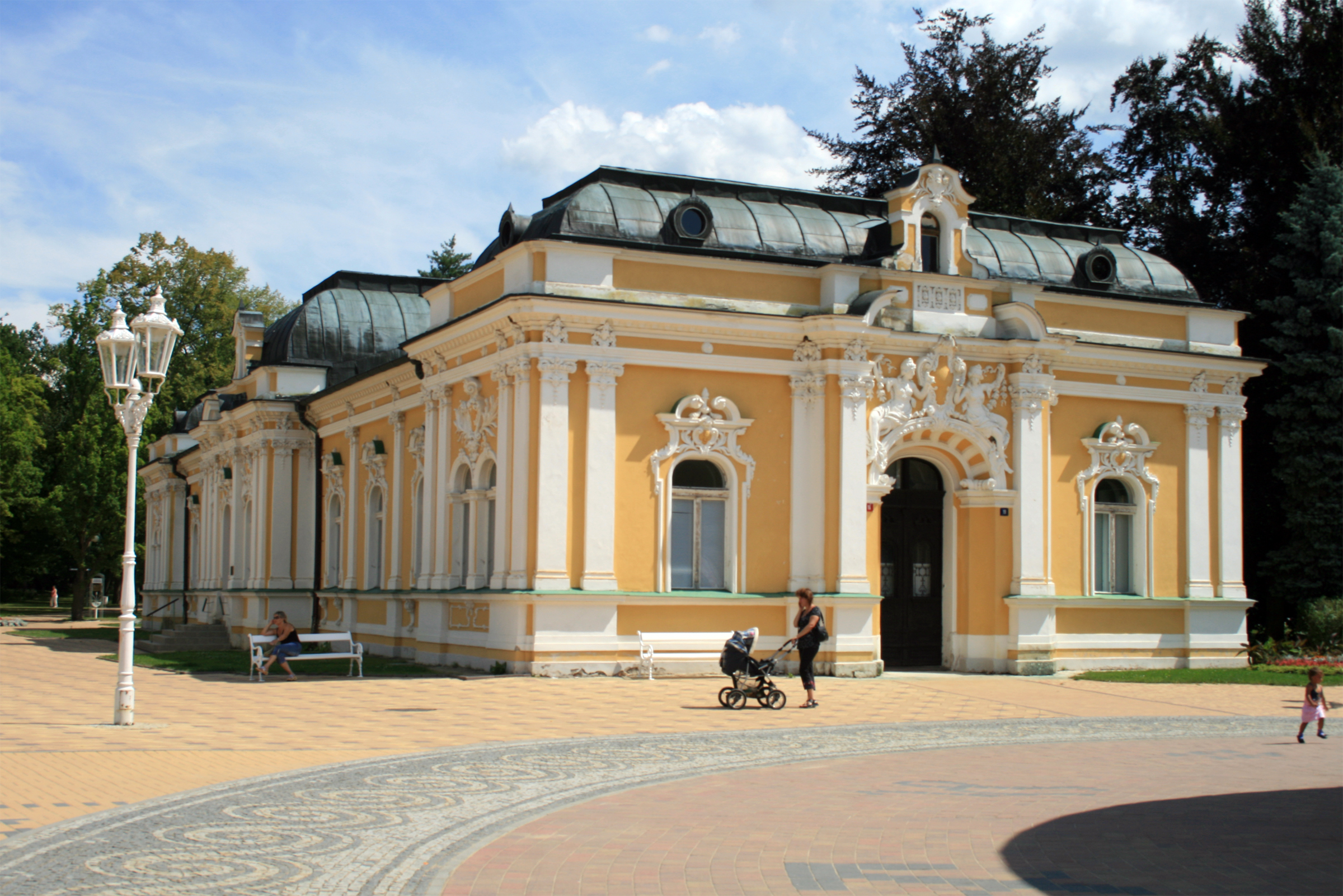
Nová budova tzv. Zasilatelny (něm. Versandhaus) z přelomu let 1892/1893

Gustav Wiedermann vystudoval architekturu v Praze, Štýrském Hradci a Mnichově. Po studiích se vrátil do rodných Františkových Lázní, kde se od roku 1873 podílel na zdejších stavbách svého otce. Jejich charakteristický žlutobílý imperiální styl, vtiskl nezaměnitelnou podobu celému středu lázeňského města. Jeho stavební styl lze označit jako romantický historismus, v němž se mísí prvky novorenesance, eklekticismu, později je patrný návrat zpět k novoklasicismu.
Wiedermann patří k typickým představitelům tzv. lázeňské architektury.
Později Gustav projektoval množství vlastních staveb, ve Františkových Lázních to byly například:
- Společenský dům (Kursaal)
- Císařské Lázně
- Nová kolonáda s Plynovými lázněmi
- Pravoslavný chrám svaté kněžny Olgy, nejstarší původně pravoslavný kostel v Česku

Pro lázeňské hosty pravoslavného vyznání vyprojektoval kostely také v dalších městech:
- Chrám svatého Petra a Pavla v Karlových Varech
- Chrám svatého Vladimíra v Mariánských Lázních

Vytvořil také množství lázeňských hotelů, penziony a vily, například Vila Imperial ve Františkových Lázních, Metropol v Karlových Varech, budovu Městské spořitelny a Obchodní a živnostenské komory v Chebu. V Olomouci v letech 1877–1879 projektoval boční křídlo Ditrichštejnského paláce.
Za svou architektonickou činnost, zejména pak za výstavbu pravoslavných chrámů, byl Gustav Wiedermann oceněn Řádem svaté Anny Ruského impéria a srbským Řádem svatého Sávy přímo z rukou krále Milana I. při jeho návštěvě Františkových Lázní.

### Politická činnost
V roce 1889 se Gustav Wiedermann stal předsedou místního Výsadbového a okrašlovacího spolku a v letech 1900–1910 byl císařským radou a starostou Františkových Lázní. Za jeho úřadování lázně vzkvétaly a podoba většiny veřejných prostor Františkových Lázní, kterou Gustav Wiedermann se svým otcem Karlem městu vtiskli v době největšího rozkvětu rakousko-uherské monarchie na přelomu 19. a 20. století, zůstala téměř nezměněna dodnes.

### Smrt
Gustav Wiedermann zemřel 11. února 1914. Na jeho počest byl ještě téhož roku ve Františkových Lázních pojmenován park.